# Szykoń czarnonogi
Szykoń czarnonogi (Molops elatus) – gatunek chrząszcza z rodziny biegaczowatych i podrodziny dzierowatych.

## Taksonomia
Gatunek ten opisany został po raz pierwszy w 1801 roku przez Johana Christiana Fabriciusa pod nazwą Carabus elatus. Wyróżnia się w jego obrębie cztery podgatunki:
- Molops elatus elatus Fabricius, 1801
- Molops elatus liburnicus Müller, 1908
- Molops elatus livnensis Müller, 1930
- Molops elatus plitvicensis Heyden, 1880

## Morfologia
Chrząszcz o ciele długości od 12 do 18 mm, ubarwiony lśniąco, smoliście czarno z brązowymi do czerwonobrązowych czułkami i stopami. Szeroka głowa dysponuje masywnymi żuwaczkami. Przedplecze jest silniej niż u M. striolatus ku tyłowi zwężone, o krawędzi tylnej tak szerokiej jak krawędź przednia, a krawędziach bocznych w zarysie bardziej niż u M. striolatus, ale słabiej niż u M. alpestris wypukłych, o wypukłości ciągnącej się aż do małych, krótkich, często wystających ząbkowato kątów tylnych. Pokrywy są krótko-owalne, krótsze niż u M. alpestris, o dobrze zaznaczonych rzędach i żeberkowatych międzyrzędach. Skrzydła tylnej pary są uwstecznione. Genitalia samca cechują się płatem środkowym edeagusa o wyprostowanym wierzchołku.

## Ekologia i występowanie
Owad rozmieszczony od nizin po góry, ale spotykany przede wszystkim w tych ostatnich. Zasiedla lasy i ich pobrzeża, zadrzewienia i zakrzewienia. Wybiera siedliska suchsze niż szykoń madej i nie jest wrażliwy na poziom zacienienia.
Gatunek palearktyczny. Podgatunek nominatywny znany jest z Francji, Niemiec, Szwajcarii, Austrii, Włoch, Polski, Czech, Słowacji, Węgier, Słowenii, Chorwacji, Bośni i Hercegowiny, Serbii i Czarnogóry. W Polsce stwierdzony został zaledwie na trzech stanowiskach – w Beskidzie Zachodnim w XIX wieku, na Przedgórzu Sudeckim w połowie XX wieku oraz w Beskidzie Niskim pod koniec XX wieku. W Bohemii i Morawach spotykany jest sporadycznie i lokalnie, a na Słowacji bardzo rzadko i bardzo lokalnie, przede wszystkim w Białych Karpatach. M. e. plitvicensis podawany jest ze Słowenii, Chorwacji oraz Bośni i Hercegowiny. M. e. liburnicus i M. e. livnensis występują na terenie Chorwacji oraz Bośni i Hercegowiny.